# Тютюнник, Василий Саввич
Василий Саввич Тютюнник (24 марта [5 апреля] 1860, Недригайлов, Харьковская губерния — 22 мая 1924, Москва) — оперный певец (бас), режиссёр и вокальный педагог.
Отец певца Василия Тютюнника (1905—1985; в 1948—1959 был солистом (бас) Большого театра).

## Биография
Окончив Самарскую мужскую гимназию, уехал в Москву. В 1881—1886 годах — студент Московской консерватории: начал обучение игре на скрипке, затем перешёл в вокальный класс; педагоги Л. Казати, Дж. Гальвани, с 1883 — Ф. П. Комиссаржевский, педагог по сценическому мастерству И. Самарин. Окончил консерваторию с большой серебряной медалью.
В годы учёбы выступал в ученических спектаклях и концертах.
Сразу по окончании Московской консерватории принят в петербургский императорский Мариинский театр. В 1886—1888 годах — солист петербургского Мариинского театра.
Одновременно принимал участие в спектаклях Итальянской оперы при императорских театрах в Петербурге.
В 1888—1912 — солист московского Большого театра. На этой же сцене выступил и как режиссёр оперных спектаклей. В 1903—1910 гг. — исполняющий обязанности главного режиссёра московского Большого театра, сменив А. И. Барцала, а в 1911 на эту должность заступил В. П. Шкафер.
В 1912 году певец покинул сцену Большого театра; прощальный бенефис певца состоялся в партии Папагено — «Волшебная флейта» В. А. Моцарта. Эта опера в Большом театре прозвучала впервые в 1889 году, когда молодой певец Василий Тютюнник выступил именно в этой партии.
В последние месяцы свой работы на сцене Большого театра, а также уже уйдя оттуда, в 1911—1917 гг. Василий Савич принимал активное участие в организации общедоступных спектаклей в московском Грузинском и Сергиевском Народных домах, где поставил несколько оперных представлений, среди которых оперы «Жизнь за царя», «Измена» и др.
В 1917—1924 — режиссёр в Вокальной студии им. П. Чайковского.
Пружанский А. М. отмечал: «Обладал небольшим гибким голосом широкого диапазона. Исполнение отличалось тонкой фразировкой и чувством стиля. Актерское дарование певца проявилось в острохарактерных ролях».
Скончался 22 мая 1924 года в больнице имени доктора Боткина в Москве. Похоронен 24 мая на Ваганьковском кладбище (23 уч.).

## Концертная деятельность
Пел п/у У. И. Авранека, И. К. Альтани, А. С. Аренского, Э. Ф. Направника, В. И. Сука.
В 1888 исполнил сольную партию в кантате «На смерть императора Иосифа I» Л. Бетховена.
7 марта 1893 исполнил партию Сатаны из музыки Э. Ф. Направника к драматической поэме «Дон Жуан» А. Толстого.
С 1906 года выступал в концертах Кружка любителей русской музыки с исполнением романсов А. Даргомыжского, М. Мусоргского, М. Балакирева, А. Рубинштейна. В репертуаре певца были произведения М. Глинки, А. Даргомыжского, П. Чайковского.
Во второй половине 1880-х гг. В. Тютюнник пел в московском доме А. Чехова на Якиманке.
Вацлав Сук посвятил певцу свой романс «Молчи» (op. 18 № 1, 1911).

## Оперные партии
- 1882 — «Дон Жуан» В. А. Моцарта — Лепорелло
- 1889 — «Волшебная флейта» В. А. Моцарта Папагено (впервые в Большом театре)
- 1890 — «Чародейка» П. Чайковского — Мамыров (впервые в Большом театре; одна из лучших его партий),
- 1890 — «Сон на Волге» А. С. Аренского — Мизгирь (первый исполнитель)
- 1891 — «Марта, или Ричмондский рынок» Ф. Флотова — Лорд Тристан
- 1892 — «Ролла» А. Симона — Шут при дворе сенатора Коста (первый исполнитель)
- 1895 — «Тушинцы» П. Бларамберга — Сеитов (первый исполнитель)
- 1895 — «Дубровский» Э. Направника — Заседатель (впервые в Большом театре)
- 1896 — «Федул с детьми» В. Мартин-и-Солера и В. Пашкевича — Фотяша (впервые в Большом театре)
- 1898 — «Князь Игорь» А. Бородина — Скула (впервые в Большом театре)
- 1898 — «Ночь перед Рождеством» Н. Римского-Корсакова — Пацюк (впервые в Большом театре) и позже Панас
- 1899 — «Забава Путятишна» М. Иванова — Турухан (первый исполнитель)
- 1900 — «Ледяной дом» А. Корещенко — Зуда (первый исполнитель)
- 1901 — «Сын мандарина» Ц. Кюи — Зай-Санга (впервые в Большом театре)
- 1901 — «Борис Годунов» М. Мусоргского, ред. Н. Римского-Корсакова — Пристав (впервые в Большом театре)
- 1904 — «Вертер» Ж. Массне — Судья (впервые в Большом театре)
- 1905 — «Пан воевода» Н. Римского-Корсакова — Дзюба (впервые в Большом театре)
- 1909 — «Зимняя сказка» К. Гольдмарка — Коробейник (впервые на русской сцене)
- «Руслан и Людмила» М. Глинки — Фарлаф
- «Русалка» А. Даргомыжского — Мельник
- «Борис Годунов» М. Мусоргского — Варлаам
- «Евгений Онегин» П. Чайковского — Зарецкий
- «Мазепа» П. Чайковского — Орлик
- «Черевички» П. Чайковского — Бес
- «Пиковая дама» П. Чайковского — Князь Елецкий и Граф Томский
- «Гугеноты» Дж. Мейербера — Граф де Сен-Бри
- «Фауст» Ш. Гуно — Мефистофель
- «Риголетто» Дж. Верди — Спарафучиле
- «Демон» А. Рубинштейна — Князь Гудал
- «Маккавеи» А. Рубинштейна — Симей
- «Вражья сила» А. Серова — Ерёмка
- «Юдифь» А. Серова — Асфанез
- «Снегурочка» Н. Римского-Корсакова — Бермята
- «Майская ночь» Н. Римского-Корсакова — Писарь
- «Гарольд» Э. Направника — Ордгард
- «Свадьба Фигаро» В. А. Моцарта — Бартоло
- «Вольный стрелок» К. М. Вебера — Куно
- «Фра-Дьяволо, или Гостиница в Террачине» Д. Обера — Джакомо
- «Кармен» Ж. Бизе — Цунига
- «Генрих VIII» К. Сен-Санса — Граф Норфолк
- «Севильский цирюльник» Дж. Россини — Дон Бартоло
- «Вильгельм Телль» Дж. Россини — Геслер
- «Аида» Дж. Верди — Рамфис

## Постановки в Большом театре
- 1901 — «Пир во время чумы» Ц. Кюи (первая постановка)
- 1901 — «Моцарт и Сальери» Н. Римского-Корсакова (впервые в Большом театре)
- 1901 — «Сын мандарина» Ц. Кюи (впервые в Большом театре)

## Преподавательская работа
В 1891—1901 преподавал в Синодальном училище.
В 1910—1920 (или с 1890-х гг. до 1924) — в московском Музыкально-драматическом училище В. Ю. Зограф-Плаксиной (профессор, вел классы сольного пения и вокального ансамбля).
В 1920—1924 — в Московской консерватории (профессор, в 1920—1922 декан вокального отдела).
Среди его учеников: А. С. Пирогов, И. М. Скобцов, Д. Ф. Тархов, В. В. Тютюнник.

## Сочинения
- Теория и техника пения (1920—1923, рукопись, местонахождение неизвестно[2])
- Автобиография // Частный архив И. Лысенко (Киев).